# Eugenia retinadenia
Eugenia retinadenia är en myrtenväxtart som beskrevs av Charles Wright. Eugenia retinadenia ingår i släktet Eugenia och familjen myrtenväxter. Inga underarter finns listade i Catalogue of Life.